# Llibre d'Osees
El llibre d'Osees és un llibre de l'Antic Testament, anomenat així pel profeta menor Osees. En les bíblies cristianes es troba entre els llibres de Daniel i Joel.

## Característiques
Osees va predicar cap al 722 aC, en una situació de decadència d'Israel. Clama contra la impietat dels jueus que els fa adorar imatges d'ídols en comptes de seguir honorant Déu. Les seves profecies van contra la cort en general i també contra totes les estructures de l'estat: el rei, el culte del Temple, els sacerdots i els intèrprets de la llei. L'estil té un vocabulari molt ric i poètic però conté profecies difícil d'identificar que han portat alguns estudiosos a afirmar que el text no està acabat. La llengua pertany a un dialecte hebreu del nord.
La metàfora bàsica és la del matrimoni entre Jehovà i el poble, que actua com una esposa infidel. Osees diu que "l'esperit de la prostitució" s'ha apoderat del poble i que això condiciona les seves relacions amb Déu. El poble viu en la comoditat material, que l'ha portat a allunyar-se del Déu a qui pregava en temps del desert. El profeta considera que l'època daurada del poble va ser la del desert, quan Israel no tenia reis ni funcionaris de palau, ni sacerdots, ni sacrificis, ni terafim. Per això ara paga la seva culpa en l'anarquia i ha de demanar ajuda militar estrangera i patir l'exili. Si se'n penedeix, el perdó de Déu serà immediat.

## Interpretació
Està adscrit dins la tendència del judaisme que prohibeix la barreja amb altres pobles i religions. Es considera clau per entendre Déu com una divinitat d'amor, per les constants reiteracions dels sentiments matrimonials. També apareix el tema de la injustícia de l'home, que mai no correspon a aquest amor i al do de la vida amb els seus actes, sinó que cau en el pecat. Aquestes metàfores amoroses inspiraran molts autors posteriors, com Jeremies o els cristians que afirmen que l'església és la dona de Déu. És possible que les seves idees continuïn (sense l'element violent) la visió política d'Eliseu.
Després de la caiguda del Regne del Nord, amics del profeta van portar aquestes profecies al regne de Judà, on van ser revisades posteriorment. Osees va tenir una gran influència en Jeremies, que va reprendre els principals temes de la seva predicació.